# Liste der Stolpersteine in Trøndelag

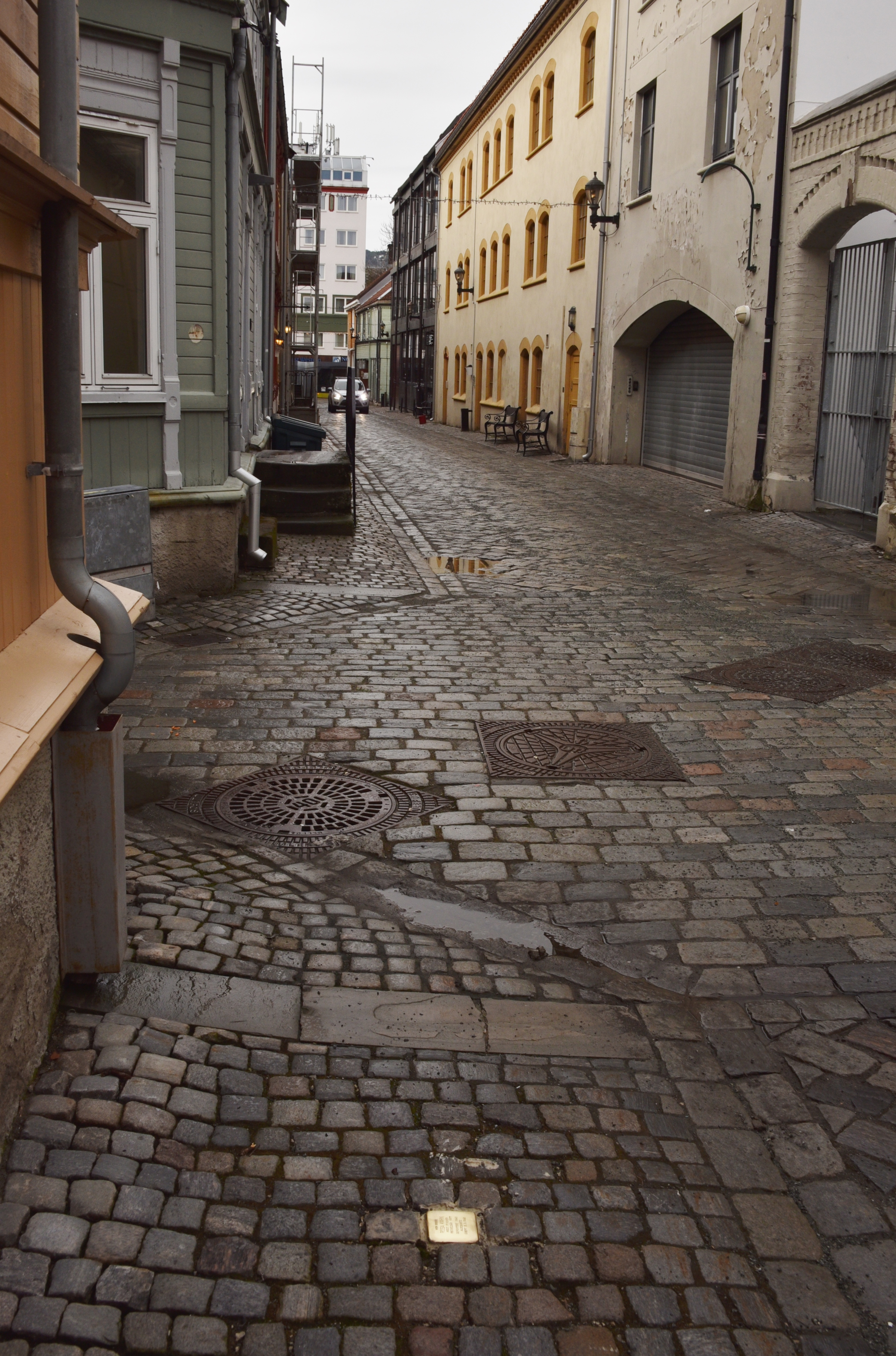
Stolperstein in Trondheim

Die Liste der Stolpersteine in Trøndelag listet alle Stolpersteine in der norwegischen Provinz Trøndelag auf. Stolpersteine erinnern an das Schicksal der Menschen, die von den Nationalsozialisten ermordet, deportiert, vertrieben oder in den Suizid getrieben wurden. Die Stolpersteine wurden vom Kölner Künstler Gunter Demnig konzipiert und werden im Regelfall von ihm selbst verlegt. Meistens liegen die Stolpersteine vor dem letzten selbstgewählten Wohnort des Opfers.

## Verlegte Stolpersteine

### Orkanger
In Orkanger wurde bisher ein Stolperstein verlegt.
| Stolperstein | Übersetzung                                                                           | Verlegeort                       | Name, Leben               |
| ------------ | ------------------------------------------------------------------------------------- | -------------------------------- | ------------------------- |
|              | HIER ARBEITETE LEOPOLD LEVIN GEBOREN 1898 DEPORTIERT 1942 AUSCHWITZ GETÖTET JAN. 1943 | Kåres gate 20 · (Ecke Grensen) · | Leopold Levin (1898–1943) |

### Trondheim
In Trondheim wurden bisher 65 Stolpersteine verlegt.
| Stolperstein                                                         | Übersetzung                                                                                                   | Verlegeort                                                            | Name, Leben |
| -------------------------------------------------------------------- | --- | --------------------------------------------------------------------- | --- |
| Stolperstein für Moritz Nevezetsky Abrahamsen in Trondheim, Norwegen | HIER WOHNTE MORITZ NEVEZETSKY ABRAHAMSEN GEBOREN 1881 VERHAFTET 7.10.1942 FALSTAD GETÖTET 13.11.1942          | Klostergata 68A ·                                                     | Moritz Nevezetsky Abrahamsen (1881–1942) |
|                                                                      | HIER WOHNTE ESTHER BEKKER GEB. JACOBSEN GEBOREN 1892 DEPORTIERT 1943 AUSCHWITZ GETÖTET 3.3.1943               | Rosenborg gate 21 · (Ecke Øvre Møllenberg gate) ·                     | Esther Bekker geborene Jakobsen (1892–1943) |
|                                                                      | HIER WOHNTE MOSES BEKKER GEBOREN 1884 DEPORTIERT 1943 AUSCHWITZ GETÖTET 3.3.1943                              | Rosenborg gate 21 · (Ecke Øvre Møllenberg gate) ·                     | Moses Bekker (1884–1943) |
|                                                                      | HIER WOHNTE ABEL LAZAR BERNSTEIN GEBOREN 1885 VERHAFTET 9.1.1942 FALSTAD GETÖTET 7.3.1942                     | Erling Skakkesgate 53 · zwischen 53 und 55 ·                          | Abel Lazar Bernstein (1885–1942) |
|                                                                      | HIER WOHNTE BERTHA PAULINE BUCHMANN GEB. FISCHER GEBOREN 1884 DEPORTIERT 1943 AUSCHWITZ GETÖTET 3.3.1943      | Innherredsveien 31 · nahe dem Kreisverkehr ·                          | Bertha Pauline Buchmann geborene Fischer (1884–1943) |
|                                                                      | HIER WOHNTE LILLY DVORETSKY GEBOREN 1922 DEPORTIERT 1943 AUSCHWITZ GETÖTET 3.3.1943                           | Asylveita 6 ·                                                         | Lilly Dvoretsky (1922–1943) |
|                                                                      | HIER WOHNTE MARIE DVORETSKY GEB. SHOTLAND GEBOREN 1891 DEPORTIERT 1943 AUSCHWITZ GETÖTET 3.3.1943             | Asylveita 6 ·                                                         | Marie Dvoretsky geb. Shotland kam am 14. Juni 1891 in Lettland als Tochter von Moses Shotland und Lea geborene Stein zur Welt. Marie hatte zwei Brüder, Meyer Leib (geboren 1878) und Isak (geboren 1892). Die Familie kam Anfang des 20. Jahrhunderts nach Norwegen. Sowohl ihr Bruder Isak als auch ihr Vater zogen nach Nordnorwegen. Marie heiratete Meyer Dvoretsky (1894–1942). Das Paar hatte zwei Kinder, Sigurd und Lilly, beide geboren in Stavanger. Die Familie ließ sich später in Trondheim nieder. Nach dem Überfall Hitlerdeutschlands auf Norwegen waren die beschaulichen Zeiten zu Ende. Ihr Ehemann wurde festgenommen und mit dem Schiff Monte Rosa und anschließend mit Viehwaggons nach Auschwitz deportiert und dort umgebracht. Marie Dvoretsky und ihre Kinder wurden am 25. November 1942 festgenommen und am 24. Februar 1943 deportiert. Unmittelbar nach ihrer Ankunft im Vernichtungslager Auschwitz am 3. März 1943 wurden sie und Tochter Lilly direkt in eine der Gaskammern geschickt und getötet. Sohn Sigurd wurde zur Zwangsarbeit eingeteilt, er starb im Januar 1944. Die ganze Familie wurde im Zuge der Shoah ausgelöscht. |
|                                                                      | HIER WOHNTE SIGURD DVORETSKY GEBOREN 1920 DEPORTIERT 1943 AUSCHWITZ GETÖTET 7.1.1944                          | Asylveita 6 ·                                                         | Sigurd Dvoretsky (1920–1944) |
|                                                                      | HIER WOHNTE DAVID ISIDOR DWORSKY GEBOREN 1898 DEPORTIERT 1943 AUSCHWITZ GETÖTET 3.3.1943                      | Klostergata 74B ·                                                     | David Isidor Dworsky (1886–1943) |
|                                                                      | HIER WOHNTE KÄTHE DWORSKY GEB. KRANZDORF GEBOREN 1902 DEPORTIERT 1943 AUSCHWITZ GETÖTET 3.3.1943              | Klostergata 74B ·                                                     | Käthe Dworsky (1902–1943) |
|                                                                      | HIER WOHNTE SELIG DWORSKY GEBOREN 1895 DEPORTIERT 1943 AUSCHWITZ GETÖTET 3.3.1943                             | Klostergata 74B ·                                                     | Selig Dworsky (1895–1943) |
|                                                                      | HIER WOHNTE DINA FISCHER GEB. BEKKER GEBOREN 1872 DEPORTIERT 1943 AUSCHWITZ GETÖTET 3.3.1943                  | Innherredsveien 27 · gegenüber der Gråmølna (Trondheim Kunstmuseum) · | Dina Sofie Fischer geborene Bekker (1872–1943) |
|                                                                      | HIER WOHNTE EVA JENNY FISCHER GEBOREN 1905 DEPORTIERT 1943 AUSCHWITZ GETÖTET 3.3.1943                         | Innherredsveien 27 · gegenüber der Gråmølna (Trondheim Kunstmuseum) · | Eva Jenny Fischer (1904–1943) |
|                                                                      | HIER WOHNTE KALMAN GLICK GEBOREN 1877 VERHAFTET 7.10.1942 FALSTAD GETÖTET 13.11.1942                          | Gamle Kongevei 12 · (Ecke Nedre Møllenberg gate) ·                    | Kalman Glick (1877–1942) |
|                                                                      | HIER WOHNTE RAKEL LEAH GLICK GEB. BEKKER GEBOREN 1882 DEPORTIERT 1943 AUSCHWITZ GETÖTET 3.3.1943              | Gamle Kongevei 12 · (Ecke Nedre Møllenberg gate) ·                    | Rakel Leah Glick geb. Bekker (1882–1943) |
|                                                                      | HIER WOHNTE JOSEF GRABOWSKI GEBOREN 1911 DEPORTIERT 1943 AUSCHWITZ GETÖTET MAI 1943                           | Innherredsveien 9 · vor dem Eckeingang ·                              | Josef Grabowski |
|                                                                      | HIER WOHNTE LIESBETH DOROTHEA GRABOWSKI GEB. WOLFF GEBOREN 1920 DEPORTIERT 1943 AUSCHWITZ GETÖTET 3.3.1943    | Innherredsveien 9 · vor dem Eckeingang ·                              | Liesbeth Dorothea Grabowski geborene Wolff wurde am 30. April 1920 in Gleiwitz geboren. Sie wurde 1943 nach Auschwitz deportiert und dort am 3. März 1943 ermordet. |
|                                                                      | HIER WOHNTE JOSEF MEJER GUREWITZ GEBOREN 1905 DEPORTIERT 1943 AUSCHWITZ TODESTAG UNBEKANNT                    | Innherredsveien 53 ·                                                  | Josef Mejer Gurewitz (1905–1943) |
|                                                                      | HIER WOHNTE KLARA GUREWITZ GEB. JOSEPH GEBOREN 1899 DEPORTIERT 1943 AUSCHWITZ GETÖTET 3.3.1943                | Innherredsveien 53 ·                                                  | Klara Gurewitz geborene Joseph (1899–1943) |
|                                                                      | HIER WOHNTE MICHAEL GUREWITZ GEBOREN 1908 DEPORTIERT 1943 AUSCHWITZ TODESTAG UNBEKANNT                        | Innherredsveien 53 ·                                                  | Michael Gurewitz (1908–1943) |
|                                                                      | HIER WOHNTE CHAIM HIRSCH GEBOREN 1879 DEPORTIERT 1943 AUSCHWITZ GETÖTET 3.3.1943                              | Arilds gate 1b ·                                                      | Chaim Hirsch wurde am 8. September 1912 in Stutzin geboren, 1943 nach Auschwitz deportiert und dort am 3. März 1943 ermordet. |
|                                                                      | HIER WOHNTE CHAJA HIRSCH GEBOREN 1912 DEPORTIERT 1943 AUSCHWITZ GETÖTET 3.3.1943                              | Arilds gate 1b ·                                                      | Chaja Hirsch wurde am 20. Dezember 1912 in Bergen geboren, 1943 nach Auschwitz deportiert und dort am 3. März 1943 ermordet. |
|                                                                      | HIER WOHNTE GITTEL HIRSCH GEBOREN 1909 DEPORTIERT 1943 AUSCHWITZ GETÖTET 16.12.1943                           | Arilds gate 1b ·                                                      | Gittel Hirsch wurde am 27. März 1909 in Bergen geboren, 1943 nach Auschwitz deportiert und dort am 16. Dezember 1943 ermordet. |
|                                                                      | HIER WOHNTE LEON HIRSCH GEBOREN 1908 DEPORTIERT 1943 AUSCHWITZ GETÖTET 16.12.1943                             | Arilds gate 1b ·                                                      | Leon Hirsch wurde am 9. Januar 1908 in Bergen geboren, 1943 nach Auschwitz deportiert und dort am 16. Dezember 1943 ermordet. |
|                                                                      | HIER WOHNTE MARIE HIRSCH GEB. DWORSKY GEBOREN 1887 DEPORTIERT 1943 AUSCHWITZ GETÖTET 3.3.1943                 | Arilds gate 1b ·                                                      | Marie Tulla Hirsch geborene Dworsky (1887–1943) |
|                                                                      | HIER WOHNTE RUBIN HIRSCH GEBOREN 1914 DEPORTIERT 1943 AUSCHWITZ GETÖTET 23.1.1944                             | Arilds gate 1b ·                                                      | Rubin Hirsch (1914–1944) |
|                                                                      | HIER WOHNTE DAVID ISAKSEN GEBOREN 1898 VERHAFTET 8.1.1942 FALSTAD GETÖTET 7.3.1942                            | Brattørgata 12b ·                                                     | David Isaksen (1898–1942) |
|                                                                      | HIER WOHNTE GERD GITTEL ISAKSEN GEBOREN 1925 DEPORTIERT 1943 AUSCHWITZ GETÖTET 3.3.1943                       | Øysteins gate 1 ·                                                     | Gerd Gittel Isaksen (1925–1943) |
|                                                                      | HIER WOHNTE HARRY SAMUEL ISAKSEN GEBOREN 1932 DEPORTIERT 1943 AUSCHWITZ GETÖTET 3.3.1943                      | Øysteins gate 1 ·                                                     | Harry Samuel Isaksen (1932–1943) |
|                                                                      | HIER WOHNTE ISIDOR ISAKSEN GEBOREN 1896 DEPORTIERT 1942 AUSCHWITZ GETÖTET 9.4.1943                            | Øysteins gate 1 ·                                                     | Isidor Isaksen (1928–1943) |
|                                                                      | HIER WOHNTE LEONARD ELIESER ISAKSEN GEBOREN 1928 DEPORTIERT 1943 AUSCHWITZ GETÖTET 3.3.1943                   | Øysteins gate 1 ·                                                     | Leonard Elieser Isaksen (1928–1943) |
|                                                                      | HIER WOHNTE ROSA ISAKSEN GEB. DWORSKY GEBOREN 1896 DEPORTIERT 1943 AUSCHWITZ GETÖTET 3.3.1943                 | Øysteins gate 1 ·                                                     | Rosa Isaksen geb. Dworsky (1896–1943) |
|                                                                      | HIER WOHNTE WULFF ISAKSEN GEBOREN 1895 VERHAFTET 8.1.1942 FALSTAD GETÖTET 7.3.1942                            | Innherredsveien 25 gegenüber der Gråmølna (Trondheim Kunstmuseum) ·   | Wulff Isaksen (1895–1942) |
|                                                                      | HIER WOHNTE ROSA KAHN GEB. FISCHER GEBOREN 1877 DEPORTIERT 1943 AUSCHWITZ GETÖTET 3.3.1943                    | Brattørveita 7 ·                                                      | Rosa Kahn geborene Fischer (1877–1943) |
|                                                                      | HIER WOHNTE ABRAHAM KLEIN GEBOREN 1926 DEPORTIERT 1943 AUSCHWITZ GETÖTET 3.3.1943                             | Cissi Kleins gate/Hans Hagerups gate ·                                | Abraham Klein wurde am 21. Juni 1926 in Narvik geboren, 1943 nach Auschwitz deportiert und dort am 3. März 1943 ermordet. |
|                                                                      | HIER WOHNTE CISSI PERA KLEIN GEBOREN 1929 DEPORTIERT 1943 AUSCHWITZ GETÖTET 3.3.1943                          | Cissi Kleins gate/Hans Hagerups gate ·                                | Cissi Pera Klein wurde am 19. April 1929 in Narvik geboren, 1943 nach Auschwitz deportiert und dort am 3. März 1943 ermordet. |
|                                                                      | HIER WOHNTE WULF KLEIN GEBOREN 1886 DEPORTIERT 1943 AUSCHWITZ GETÖTET 3.3.1943                                | Cissi Kleins gate/Hans Hagerups gate ·                                | Wulf Klein (1886–1943) |
|                                                                      | HIER WOHNTE HIRSCH KOMISSAR GEBOREN 1887 VERHAFTET 12.1.1942 FALSTAD GETÖTET 7.10.1942                        | Klostergata 35 ·                                                      | Hirsch Zvi Komissar (1887–1942) |
|                                                                      | HIER WOHNTE LEA LEVIN GEBOREN 1905 DEPORTIERT 1943 AUSCHWITZ GETÖTET 3.3.1943                                 | Osloveien 12 · vor dem Eckeingang ·                                   | Lea Levin wurde am 29. August 1905 in Trondheim geboren, deportiert 1943 Auschwitz, ermordet 3. März 1943. |
|                                                                      | HIER WOHNTE RAGNHILD LEVIN GEBOREN 1912 DEPORTIERT 1943 AUSCHWITZ GETÖTET 3.3.1943                            | Osloveien 12 · vor dem Eckeingang ·                                   | Ragnhild Levin wurde am 12. Oktober 1912 in Trondheim geboren, deportiert 1943 Auschwitz, ermordet 3. März 1943. |
|                                                                      | IN TRONDHEIM WOHNTE MALKE RACHEL MAHLER GEB. LEIMAN GEBOREN 1896 DEPORTIERT 1943 AUSCHWITZ GETÖTET 3.3.1943   | Kjøpmannsgata 11 ·                                                    | Malke Rachel Mahler geborene Leiman (1896–1943) |
|                                                                      | IN TRONDHEIM WOHNTE MINA SCHOLAMIS MAHLER GEBOREN 1927 DEPORTIERT 1943 AUSCHWITZ GETÖTET 3.3.1943             | Kjøpmannsgata 11 ·                                                    | Mina Scholamis Mahler (1927–1943) |
|                                                                      | IN TRONDHEIM WOHNTE SELIK ELIESER MAHLER GEBOREN 1923 DEPORTIERT 1942 AUSCHWITZ GETÖTET DEZ. 1942             | Kjøpmannsgata 11 ·                                                    | Selik Elieser Mahler (1923–1942) |
|                                                                      | HIER ARBEITETE SIMON MAHLER GEBOREN 1886 DEPORTIERT 1942 AUSCHWITZ GETÖTET 1.12.1942                          | Kjøpmannsgata 11 ·                                                    | Simon Mahler (1886–1942) |
|                                                                      | HIER WOHNTE JACOB MALINIAK GEBOREN 1883 DEPORTIERT 1943 AUSCHWITZ GETÖTET 3.3.1943                            | Elgesetergate 30 · (Ecke Magnus den Godes gate) ·                     | Jacob Maliniak (1883–1943) |
|                                                                      | HIER WOHNTE MATHILDE DORTHEA MALINIAK GEB. HALPERN GEBOREN 1887 DEPORTIERT 1943 AUSCHWITZ GETÖTET 3.3.1943    | Elgesetergate 30 · (Ecke Magnus den Godes gate) ·                     | Mathilde Dorthea Maliniak geborene Halpern (1887–1943) |
|                                                                      | HIER WOHNTE ARON MENDELSOHN GEBOREN 1871 DEPORTIERT 1943 AUSCHWITZ GETÖTET 3.3.1943                           | Kjøpmannsgata 40 ·                                                    | Aron Miche Mendelsohn (1871–1943) |
|                                                                      | HIER WOHNTE HENRIK MENDELSOHN GEBOREN 1896 DEPORTIERT 1943 AUSCHWITZ TODESTAG UNBEKANNT                       | Kjøpmannsgata 40 ·                                                    | Henrik Mendelsohn (1896–unbekannt) |
|                                                                      | HIER WOHNTE THORA MENDELSOHN GEB. PALTIEL GEBOREN 1874 DEPORTIERT 1943 AUSCHWITZ GETÖTET 3.3.1943             | Kjøpmannsgata 40 ·                                                    | Thora Mendelsohn geborene Paltiel (1874–1943) |
|                                                                      | HIER ARBEITETE IDA ETHEL MEYER GEB. HIRSCH GEBOREN 1886 DEPORTIERT 1943 AUSCHWITZ GETÖTET 3.3.1943            | Dronningens gate 38 ·                                                 | Ida Ethel Meyer geborene Hirsch (1887–1943) |
|                                                                      | HIER WOHNTE IDAR ISRAEL PALTIEL GEBOREN 1919 DEPORTIERT 1942 AUSCHWITZ GETÖTET 13.2.1943                      | Brattørgata 6 ·                                                       | Idar Israel Paltiel (1919–1943) |
|                                                                      | HIER WOHNTE KAJA RUTH PALTIEL GEB. FRIEDLÄNDER GEBOREN 1895 DEPORTIERT 1943 AUSCHWITZ GETÖTET 3.3.1943        | Brattørgata 6 ·                                                       | Kaja Ruth Paltiel geborene Friedländer (1895–1943) |
|                                                                      | HIER WOHNTE ABRAHAM SAMUEL PHILIPSOHN GEBOREN 1866 DEPORTIERT 1943 AUSCHWITZ GETÖTET 3.3.1943                 | Vilhelm Storms gate 3 ·                                               | Abraham Samuel Philipsohn (1866–1943) |
|                                                                      | HIER WOHNTE MAJA PHILIPSOHN GEBOREN 1912 DEPORTIERT 1943 AUSCHWITZ GETÖTET 3.3.1943                           | Vilhelm Storms gate 3 ·                                               | Maja Philipsohn (1912–1943) |
|                                                                      | HIER WOHNTE PHILLIP PHILIPSOHN GEBOREN 1897 DEPORTIERT 1942 AUSCHWITZ TODESTAG UNBEKANNT                      | Vilhelm Storms gate 3 ·                                               | Phillip Philipsohn wurde am 10. August 1897 in Grajewo, Polen, geboren. Seine Eltern waren Abraham Samuel Philipsohn und Rebekka, geborene Amtmann. Er hatte sieben Geschwister: Jakob, Frida, Jenny, Maja, Esther Rosa, Benjamin und Elisabeth. Die Familie kam 1900 aus Osteuropa nach Norwegen und ließ sich in Trondheim nieder. Sein Vater hatte ein Geschäft in der Prinsens Gate. Phillip Philipsohn zog nach Berlevåg und ging hier verschiedenen Berufen nach, so war er Agent, Fischer, Bauarbeiter, arbeitete in einer Konservenfabrik und in einer Druckerei. Im Jahr 1932 eröffnete er ein eigenes Geschäft, das Berlevåg Manufakturlager, er führte es bis 1939. Philipsohn galt als ruhig und zurückgezogen. Des Weiteren war er nicht gläubig, mit 20 Jahren trat er aus der mosaischen Glaubensgemeinschaft aus, in einem Fragebogen gab er 1942 an, dass er „außerhalb aller Konfessionen steht“. Er hatte nie die norwegische Staatsbürgerschaft angenommen, war staatenlos. Im Herbst 1942 wurde Philipsohn verhaftet und am 26. November mit dem Frachter Donau nach Stettin überstellt. Von dort wurde er ins Vernichtungslager Auschwitz deportiert und zur Zwangsarbeit eingeteilt. Phillip Philipsohn wurde wahrscheinlich im Januar 1943 ermordet. Sein Vater und vier Geschwister wurden ebenfalls Opfer der Shoah, seine Mutter starb Anfang 1945 an einer Krankheit. Zwei Brüder konnten nach Schweden fliehen. Ein weiterer Stolperstein wurde für ihn in Berlevåg verlegt. |
|                                                                      | HIER WOHNTE ROSA ESTHER PHILIPSOHN GEBOREN 1903 DEPORTIERT 1943 AUSCHWITZ GETÖTET 3.3.1943                    | Vilhelm Storms gate 3 ·                                               | Rosa Esther Philipsohn (1903–1943) |
|                                                                      | HIER WOHNTE BERNHARD ROSENBERG GEBOREN 1895 DEPORTIERT 1943 AUSCHWITZ GETÖTET 3.3.1943                        | Innherredsveien 51 ·                                                  | Bernhard Rosenberg (1895–1943) |
|                                                                      | HIER WOHNTE CHARLES ROSENBERG GEBOREN 1924 DEPORTIERT 1943 AUSCHWITZ GETÖTET 3.3.1943                         | Innherredsveien 51 ·                                                  | Charles Efraim Rosenberg (1924–1943) |
|                                                                      | HIER WOHNTE JENNY ROSENBERG GEB. PHILIPSOHN GEBOREN 1895 DEPORTIERT 1943 AUSCHWITZ GETÖTET 3.3.1943           | Innherredsveien 51 ·                                                  | Jenny Rosenberg geborene Philipsohn (1895–1943) |
|                                                                      | HIER WOHNTE ERNST SAVOSNICK GEBOREN 1879 DEPORTIERT 1942 AUSCHWITZ GETÖTET DEZ. 1942                          | Wessels gate 5 · (Ecke Kirkegata) ·                                   | Ernst Savosnick, auch Salomon Ernst Savosnick (1879–1943) Der ursprüngliche Stolperstein wurde zerstört und wieder ersetzt. |
|                                                                      | HIER WOHNTE ROBERT SAVOSNICK GEBOREN 1915 DEPORTIERT 1942 AUSCHWITZ, WARSCHAU DACHAU, ALLACH BEFREIT          | Wessels gate 5 · (Ecke Kirkegata) ·                                   | Robert Savosnick (1915–1998) |
|                                                                      | HIER WOHNTE HERMAN SCHIDORSKY GEBOREN 1887 VERHAFTET 7.10.1942 FALSTAD GETÖTET 13.11.1942                     | Innherredsveien 9 · vor dem Eckeingang ·                              | Herman Schidorsky (1887–1942) |
|                                                                      | HIER WOHNTE JENNY CHARLOTTE SCHIDORSKY GEB. SAVOSNICK GEBOREN 1882 DEPORTIERT 1943 AUSCHWITZ GETÖTET 3.3.1943 | Innherredsveien 9 · vor dem Eckeingang ·                              | Jenny Charlotte Schidorsky geborene Savosnick (1888–1942) |
|                                                                      | HIER WOHNTE DAVID WOLFSOHN GEBOREN 1900 VERHAFTET 6.1.1942 FALSTAD GETÖTET 7.3.1942                           | Innherredsveien 1C ·                                                  | David Wolfsohn (1900–1942) |
|                                                                      | HIER WOHNTE FRIDA ZUKMANN GEB. PHILIPSOHN GEBOREN 1888 DEPORTIERT 1943 AUSCHWITZ GETÖTET 3.3.1943             | Vilhelm Storms gate 3 ·                                               | Frida Zukmann geborene Philipsohn (1888–1943) |

## Verlegedaten
- 27. August 2017: Trondheim (Arilds gate 1b, Innherredsveien 51)